# Ley de Memoria Histórica de España
La ley 52/2007, de 26 de diciembre, por la que se reconocen y amplían derechos y se establecen medidas a favor de quienes padecieron persecución o violencia durante la guerra civil y la dictadura, conocida popularmente como Ley de Memoria Histórica, fue una ley del ordenamiento jurídico español, aprobada por el Congreso de los Diputados el 31 de octubre de 2007, partiendo del proyecto de ley previamente aprobado por el Consejo de Ministros del 28 de julio de 2006, durante el mandato del socialista José Luis Rodríguez Zapatero (viii y ix legislaturas) como presidente del Gobierno.
Incluía el reconocimiento de todas las víctimas de la guerra civil española (1936-1939) y de la posterior dictadura del general Francisco Franco (1939-1975), pero no la apertura de fosas comunes en las que aún yacen los restos de represaliados por los sublevados, autodenominado bando nacional durante la contienda. Por eso, fueron entidades privadas —como la Asociación para la Recuperación de la Memoria Histórica (ARMH) y el Foro por la Memoria— o comunidades autónomas que se encargaron de tal deber memorial.[cita requerida]
La ARMH, pionera en la exhumación científica de fosas comunes de asesinados por la dictadura franquista, ha criticado que en su preámbulo, el texto afirma que la memoria de las víctimas del franquismo es personal y familiar, negando de ese modo en su marco de planteamientos que los delitos del franquismo son cometidos contra toda la sociedad y la humanidad y el deber del Estado de practicar políticas públicas que garanticen a las víctimas de los delitos más graves que existen su derecho a la verdad, a la justicia y a la reparación.
La insatisfacción con el texto de la ley llevó a catorce asociaciones memorialistas a presentar una denuncia por cientos de desapariciones ante la Audiencia Nacional, el 14 de diciembre de 2006. Igualmente, el Grupo de Trabajo sobre Desapariciones Forzadas o Involuntarias de la Organización de las Naciones Unidas se ha mostrado crítico con algunos aspectos de ella.
Bajo el gobierno del conservador Mariano Rajoy (x legislatura), la Ley de Memoria Histórica quedó derogada de facto, ya que en los Presupuestos Generales del Estado para 2013 y 2014 quedó sin dotación presupuestaria para su aplicación.
El 15 de septiembre de 2020, el gobierno de Pedro Sánchez (xiv legislatura) presentó un «anteproyecto de Ley de Memoria Democrática» para reemplazar la Ley de Memoria Histórica de 2007. Finalmente fue derogada por la Ley de Memoria Democrática que entró en vigor el 21 de octubre de 2022.

## Antecedentes
En 1969 Francisco Franco dictó el Decreto-Ley 10/1969, por el que prescribían todos los delitos cometidos antes de 1 de abril de 1939, (es decir, el final de la Guerra Civil). Dicho Decreto-Ley fue dictado a los treinta años de acabada la Guerra Civil.
Con la llegada de la democracia se fueron promulgando una serie de decretos y leyes específicas para tratar de compensar las penalidades y sufrimientos de aquellos que padecieron los avatares de la guerra en el bando republicano o prisión en la época franquista. Algunas de ellas fueron:
- Decreto 670/1976, de 5 de marzo, por el que se regulan pensiones a favor de los españoles que, habiendo sufrido mutilación a causa de la pasada contienda, no puedan integrarse en el cuerpo de caballeros mutilados de guerra por la patria.
- Ley 46/1977, de 15 de octubre, de Amnistía.[11]
- Ley 5/1979, de 18 de septiembre, sobre reconocimiento de pensiones, asistencia médico-farmacéutica y asistencia social a favor de las viudas, hijos y demás familiares de los españoles fallecidos como consecuencia o con ocasión de la pasada guerra civil.
- Ley 35/1980, de 26 de junio, sobre pensiones a los mutilados excombatientes de la zona republicana.
- Ley 6/1982, de 29 de marzo, de pensiones a los mutilados civiles de guerra.
- Ley 37/1984, de 22 de octubre, de reconocimiento de derechos y servicios prestados a quienes durante la Guerra Civil formaron parte de las fuerzas armadas, fuerzas de orden público y cuerpo de carabineros de la República.
- Disposición adicional decimoctava de la Ley 4/1990, de 29 de junio, de Presupuesto Generales del Estado para 1990, que determina las indemnizaciones a favor de quienes sufrieron prisión como consecuencia de los supuestos contemplados en la Ley 46/1977, de 15 de octubre, de amnistía.
- Real Decreto 39/1996, de 19 de enero, sobre concesión de la nacionalidad española a los combatientes de las Brigadas Internacionales en la guerra civil española.

Todas estas leyes, decretos y disposiciones han sido mejorados y ampliados por algunas comunidades autónomas.
El 28 de octubre de 2007, el Congreso de los Diputados aprobó la Ley de Memoria Histórica. El día 10 de diciembre, fue aprobada en el Senado.

## Desarrollo

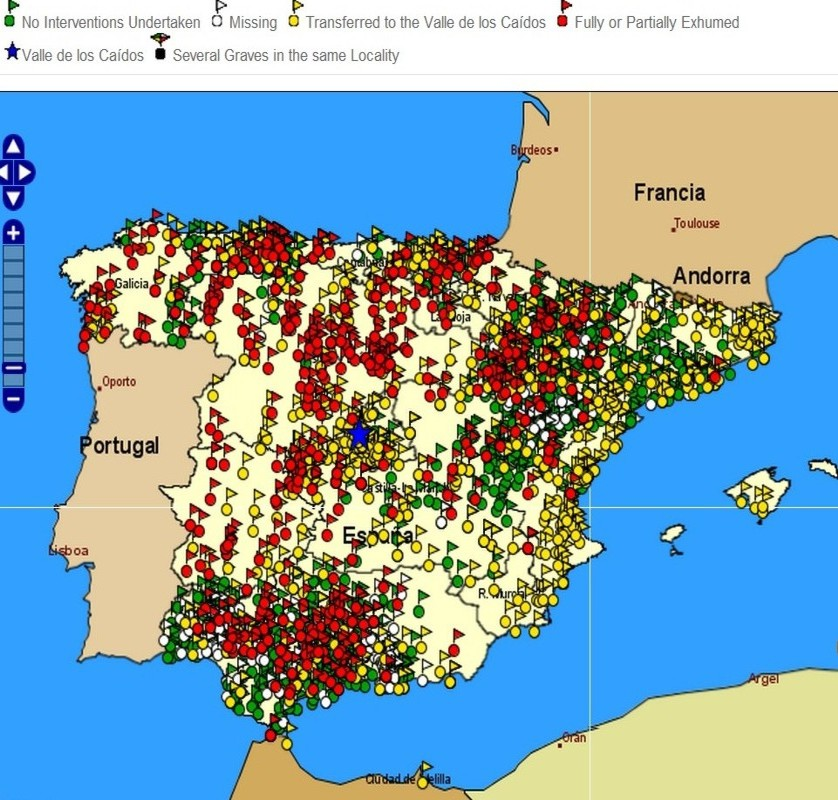
Mapa de fosas de la guerra civil española, elaborado en aplicación de la Ley de la Memoria histórica. Localización geográfica de las fosas o lugares de enterramiento en el territorio español de las que se dispone información, representadas con símbolos de diferentes colores según la actuación realizada sobre cada una de ellas.

El programa electoral del Partido Socialista Obrero Español (PSOE) para las elecciones generales de 2004 no incluía ninguna mención a la «memoria histórica». Solamente habla de la creación de un Centro Estatal de Documentación e Investigación Histórica sobre la Guerra Civil y el Franquismo, dentro del área de cultura del programa:

Creación del Centro Estatal de Documentación e Investigación sobre la Guerra Civil y el Franquismo. Concentrando en el actual Archivo Histórico de Salamanca (funcionalmente desaparecido) las capacidades de consulta, investigación y exhibición, a través de soportes físicos o virtuales digitalizados, sobre la totalidad de los fondos existentes, de titularidad pública o privada, en todo el estado
español, relacionados con el período comprendido entre 1936 y 1975: el Patrimonio como memoria reconciliadora.
Programa Electoral del PSOE para las Elecciones Generales de 2004. «Objetivos estratégicos de un nuevo ministerio para la cultura y la
comunicación».

Tampoco en su discurso de investidura, el presidente José Luis Rodríguez Zapatero mencionó la memoria histórica u otros proyectos relacionados.
El proceso que derivó en la aprobación del mismo se inició el 10 de septiembre de 2004 con la aprobación de un Real Decreto de creación de una comisión interministerial (la Comisión Interministerial para el Estudio de la Situación de las Víctimas de la Guerra Civil), presidida por la vicepresidenta María Teresa Fernández de la Vega para el estudio de la situación de las víctimas de la Guerra Civil y el franquismo y la búsqueda de su «rehabilitación moral y jurídica». El trabajo de la comisión no produjo resultados durante el año siguiente y los entonces socios preferentes del gobierno, Esquerra Republicana de Catalunya e Izquierda Unida, expresaron su descontento por la falta de resultados de la comisión, presentando, el 18 de noviembre de 2005, sendas proposiciones de ley para la recuperación de la memoria histórica.
El 22 de junio de 2006 se aprobó en el Congreso de los Diputados con la única oposición del Partido Popular que el año 2006 fuese declarado Año de la memoria histórica. El 28 de junio de ese año, el Gobierno presentó un proyecto de ley, con el nombre de Proyecto de ley por la que se reconocen y amplían derechos y se establecen medidas en favor de quienes padecieron persecución o violencia durante la guerra civil y la dictadura que fue criticado tanto por el Partido Popular como por Esquerra Republicana de Catalunya e Izquierda Unida, que incluso presentaron proyectos alternativos.
Durante el mes de octubre de 2007, culminaron las negociaciones entre el PSOE, Izquierda Unida, el Partido Nacionalista Vasco y Bloque Nacionalista Galego para tramitar el proyecto de ley de forma que fuese aprobado antes de la finalización de la legislatura.

## Disposiciones

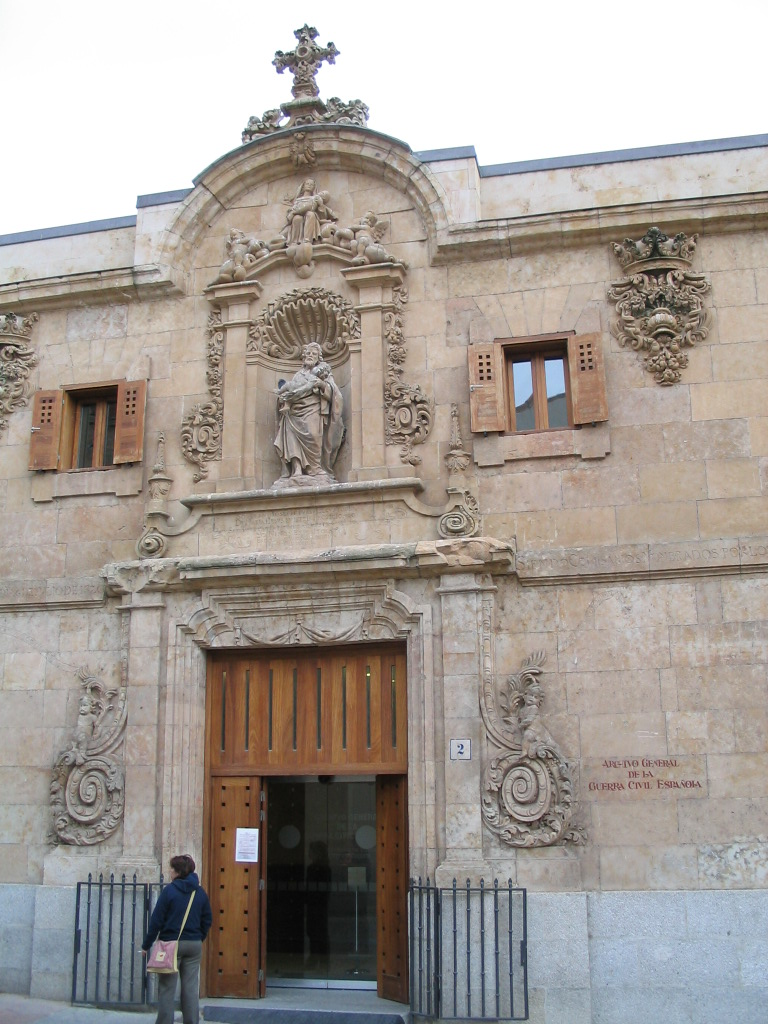
Sede del Archivo General de la Guerra Civil, que se integrará en el Centro Documental de la Memoria Histórica.

Después del largo proceso de gestación de la ley, sus disposiciones fueron las siguientes:

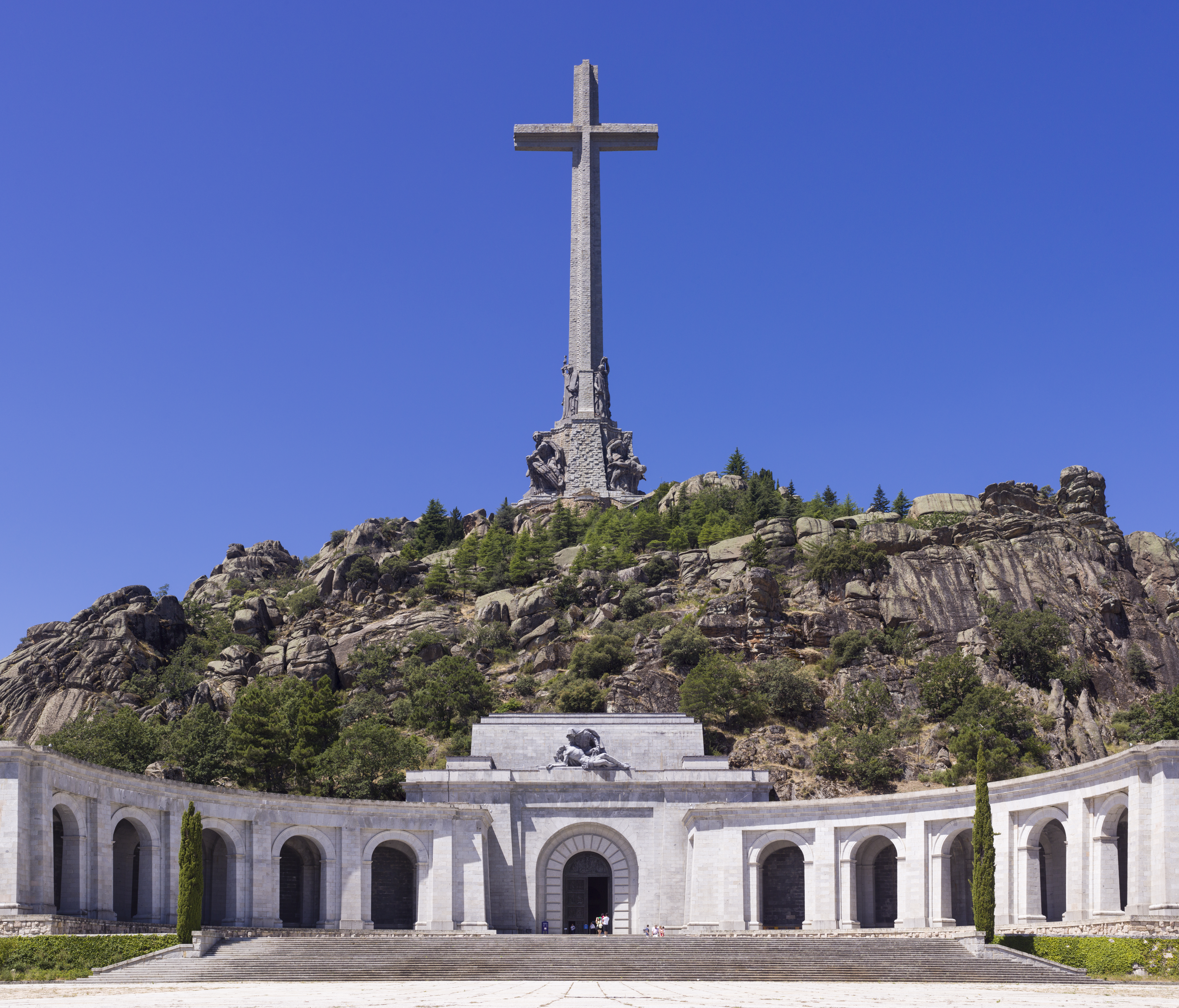
El Valle de los Caídos.

- Juicios sumarios del franquismo. La ley reconoce en su preámbulo «el carácter radicalmente injusto de todas las condenas, sanciones y violencia personal [...] durante la Guerra Civil y [...] la Dictadura». Los tribunales franquistas y sus condenas, «dictadas por motivos políticos, ideológicos o de creencia [...] contra quienes defendieron la legalidad institucional anterior, pretendieron el restablecimiento de un régimen democrático en España o intentaron vivir conforme a opciones amparadas por derechos y libertades hoy reconocidos por la Constitución», son declarados «ilegítimos». Sin embargo, aunque los juicios no son anulados, el preámbulo de la ley establece que ante las demandas de revisión de juicios, la Justicia no podrá rechazarlas invocando las leyes de la dictadura, definidas como «represoras y contrarias a los derechos fundamentales», como ha ocurrido hasta la actualidad.
- Ayudas a los represaliados. Las ayudas existentes a las víctimas del franquismo y a sus familias (pensiones, compensaciones financieras) son extendidas. Además, podrán beneficiarse con hasta 135 000 euros las familias de las «personas fallecidas en defensa de la democracia entre el 1 de enero de 1968 y el 6 de octubre de 1977».

- Fosas comunes. El Estado ayudará a la localización, identificación y eventual exhumación de las víctimas de la represión franquista cuyos cadáveres se encuentran aún desaparecidos, a menudo enterrados en fosas comunes. Sólo en Andalucía se ha hecho un inventario de 595 fosas y se desconoce el número total de cadáveres.[21]
- Símbolos franquistas. La ley establece que los «escudos, insignias, placas y otros objetos o menciones conmemorativas de exaltación personal o colectiva del levantamiento militar, de la Guerra Civil y de la represión de la dictadura» deberán ser retiradas de los edificios y espacios públicos. La retirada «no será de aplicación cuando [...] concurran razones artísticas, arquitectónicas, o artístico-religiosas protegidas por la ley», lo cual podrá aplicarse a iglesias y templos de culto.
- Valle de los Caídos. Se regirá por las normas aplicables a lugares de culto y religiosos. Se dispone su despolitización, se prohíben los «actos de naturaleza política [...] exaltadores de la Guerra Civil, de sus protagonistas, o del franquismo» y que la fundación gestora del Valle «incluirá entre sus objetivos honrar y rehabilitar la memoria de todas las personas fallecidas a consecuencia de la Guerra Civil de 1936-1939 y de la represión política que le siguió».
- Brigadistas Internacionales: se les concederá la nacionalidad española sin que tengan que renunciar a la propia.
- Nacionalidad para hijos y nietos de exiliados. A pesar de estar incluida como disposición adicional dentro de la Ley de Memoria Histórica, el apartado primero de la «Disposición Adicional séptima» permitió optar por la nacionalidad española a los hijos de personas que hubiesen sido originariamente españolas, «sin importar la fecha de nacimiento ni el lugar de nacimiento de éstas». Es decir que en la práctica cualquier nieto de hombre emigrante pudo optar por la nacionalidad española de su abuelo, siempre que este hubiera conservado la nacionalidad española hasta por lo menos el nacimiento de su hijo en el exterior. Es de recordar que hasta el 29 de diciembre de 1978 sólo los varones transmitían la nacionalidad a sus hijos, de modo que éstos pudieron haber sido originariamente españoles sin importar su país de nacimiento, dando así derecho a sus propios hijos a optar por el Apartado Primero, «sin importar la fecha de emigración del abuelo». Por el apartado segundo de la «Disposición Adicional séptima», pudieron optar los nietos de quienes hubieran perdido o tenido que renunciar a la nacionalidad como consecuencia del exilio. Es decir que para poder optar por este Apartado sí fue necesario tener en consideración la fecha de emigración de España del abuelo o abuela, pues se presumía la condición de exiliado de cualquiera que hubiera emigrado de España en el período comprendido entre el 18 de julio de 1936 y el 31 de diciembre de 1955. La «Disposición Adicional séptima» estuvo vigente hasta el 27 de diciembre de 2011.
- Centro Documental de la Memoria Histórica. Se crea el Centro Documental de la Memoria Histórica en la ciudad de Salamanca, en el que se integrará el actual Archivo General de la Guerra Civil

## Críticas
El Partido Popular y diversos medios de comunicación de carácter conservador criticaron estas iniciativas alegando que abrían viejas heridas. Otros medios llegan a afirmar que con estas acciones, el presidente Zapatero pretende «ganar la guerra civil que se enterró y superó con la Transición y pretende establecer la legitimidad democrática en 1931, no en 1978» (Luis María Ansón, 4 de octubre de 2005).
Los aliados preferentes del Gobierno al inicio de la legislatura, Esquerra Republicana de Catalunya e Izquierda Verde, criticaron la tardanza de este en aprobar la ley de recuperación de la memoria histórica prometida en 2004 y retrasada en tres ocasiones, presentando sus propias proposiciones de ley en noviembre de 2005.
Otro motivo de crítica contra esta ley es la alteración de material y monumentos históricos alegando que el principal motivo de dichos actos es la venganza.
En julio de 2007, el líder de la oposición, Mariano Rajoy, prometía derogar esta propuesta de ley que calificó como «asunto incomprensible» si conseguía ganar las siguientes elecciones, que se celebraron en 2008. En febrero de 2008, en una entrevista al diario 20 minutos, declaró que él «eliminaría todos los artículos de la Ley de Memoria Histórica que hablan de dar dinero público para recuperar el pasado. No daría ni un solo euro público a esos efectos». Sin embargo, durante su tramitación por parte de la Comisión Constitucional del Congreso, su partido votó favorablemente varios de sus artículos.
A pesar de la existencia de la Ley de Memoria Histórica, España ha sido reprendida en múltiples ocasiones por el Consejo Europeo, considerando que existe un incumplimiento general de dicha ley, y una actitud laxa en cuanto a las ayudas que proporciona el Estado a las  víctimas y sus familias. En países como Alemania, el concepto de Memoria Histórica se toma muy en serio: campos de concentración y trabajo que existieron en la Segunda Guerra Mundial son lugares de interés público y que “obligan a replantear el pensamiento.”
El historiador Paul Preston declaró: «El Valle de los Caídos no debe desaparecer(...) En España hay gente que confunde olvido con reconciliación y memoria con venganza. Si de mí dependiese, yo no habría hecho nunca esa Ley, pero soy un extranjero sin voz ni voto. A mí personalmente me resulta muy incómodo que se empiecen a hacer leyes sobre esas cosas».
El historiador Santos Juliá afirmó: «Imponer una memoria colectiva o histórica es propio de regímenes totalitarios o de utopías totalitarias. Las guerras civiles solo pueden terminar en una amnistía general».

## Años posteriores

### Gobierno del Partido Popular
Tras la derrota del PSOE frente al Partido Popular en las elecciones generales de 2011, el gobierno de Mariano Rajoy redujo en 2012 los presupuestos dedicados a la Ley de Memoria Histórica en un 60 % y suprimió la Oficina de Víctimas de la Guerra Civil y la Dictadura, encargada de coordinar las exhumaciones de los restos de los desaparecidos. En los Presupuestos Generales del Estado de 2013 y 2014, elaborados por ese mismo partido, la partida dedicada a la aplicación de la Ley de Memoria Histórica desapareció de las cuentas públicas.

### Manifiesto por la historia y la libertad
El Grupo Parlamentario Socialista presentó en diciembre de 2017 en el Congreso de los Diputados una «proposición de ley de memoria histórica y democrática» para modificar la Ley de Memoria Histórica. Propone entre otras cosas, el establecimiento de una «Comisión de la Verdad», como «órgano temporal y de carácter no judicial con la finalidad de conocer la verdad de lo ocurrido, (...)» (art. 6.1).
Ante esto, más de 200 personalidades suscribieron el Manifiesto por la historia y la libertad, en contra de dicha proposición de ley, a la que acusa de ser "de tipo soviético", "reabrir viejas heridas" y buscar imponer el "pensamiento único". En dicho manifiesto se dice:

No se puede imponer por una ley un único relato de la historia, ya que ninguna ley debe o puede variar los hechos históricos. No se debe borrar por una ley la cultura, el sentimiento ni la memoria de un pueblo, y menos aún por razones ideológicas. (...) Legislar sobre la historia o contra la historia es, simplemente, un signo de totalitarismo. Y es antidemocrático y liberticida. (...) Con la implantación de una "Comisión de la Verdad", amenaza con penas de cárcel, inhabilitación para la docencia y elevadas multas a quienes mantengan opiniones divergentes a la 'verdad única', la destrucción y quema de las obras o estudios declarados no 'gratos', y la expropiación, destrucción o transformación de una parte del patrimonio histórico-artístico de la etapa más reciente de España.

Algunos autores han señalado similitudes entre la «Comisión de la Verdad» propuesta en dicha proposición de ley y el «Ministerio de la Verdad» que aparece en la novela distópica 1984 (1949), de George Orwell.

### Ley de Memoria Democrática
El 15 de septiembre de 2020, el Consejo de Ministros del gobierno de Pedro Sánchez (xiv legislatura) presentó un «anteproyecto de Ley de Memoria Democrática» para, según la vicepresidenta y ministra de Memoria Democrática Carmen Calvo, «encontrarnos con la verdad, la justicia, la dignificación de las víctimas, el perdón y la convivencia de los españoles» y aplicar así las preconizaciones de Naciones Unidas, el Consejo de Europa y el Parlamento Europeo.
En sus 66 artículos, el texto prevé medidas en diversos ámbitos, desde la actualización de programas escolares hasta la regulación de lugares de memoria, pasando por el impulso a la búsqueda y apertura de fosas comunes.
La Ley de Memoria Democrática entró en vigor el 20 de octubre de 2022.

## Casos

### Antes de la Ley
- Noviembre de 2004: Se plantea en el Ayuntamiento de Madrid una propuesta para aprobar una declaración del Consistorio que lo comprometiera a realizar las acciones necesarias para eliminar de la vía pública y edificios de la ciudad cualquier tipo de símbolo vinculado a la dictadura, señalando 167 calles, plazas y barrios con nombres de personas o momentos históricos asociados al franquismo, pero fue rechazada.[41]

- Marzo de 2005: Retirada una estatua ecuestre de Franco ubicada frente a la entrada del Ministerio de Medio Ambiente (Madrid), que fue guardada en un almacén del Ministerio de Fomento.[42]

- Octubre de 2005: El pleno del Ayuntamiento de Chinchón (Madrid) aprobó la sustitución de los nombres de diversas calles y barrios del pueblo con referencias a personajes de la dictadura franquista. La avenida del Generalísimo pasó a denominarse calle de los Huertos, la avenida de José Antonio pasó a llamarse calle Grande y el barrio de Pilar Primo de Rivera se renombró como barrio del Pilar.[43]

### Después de la Ley

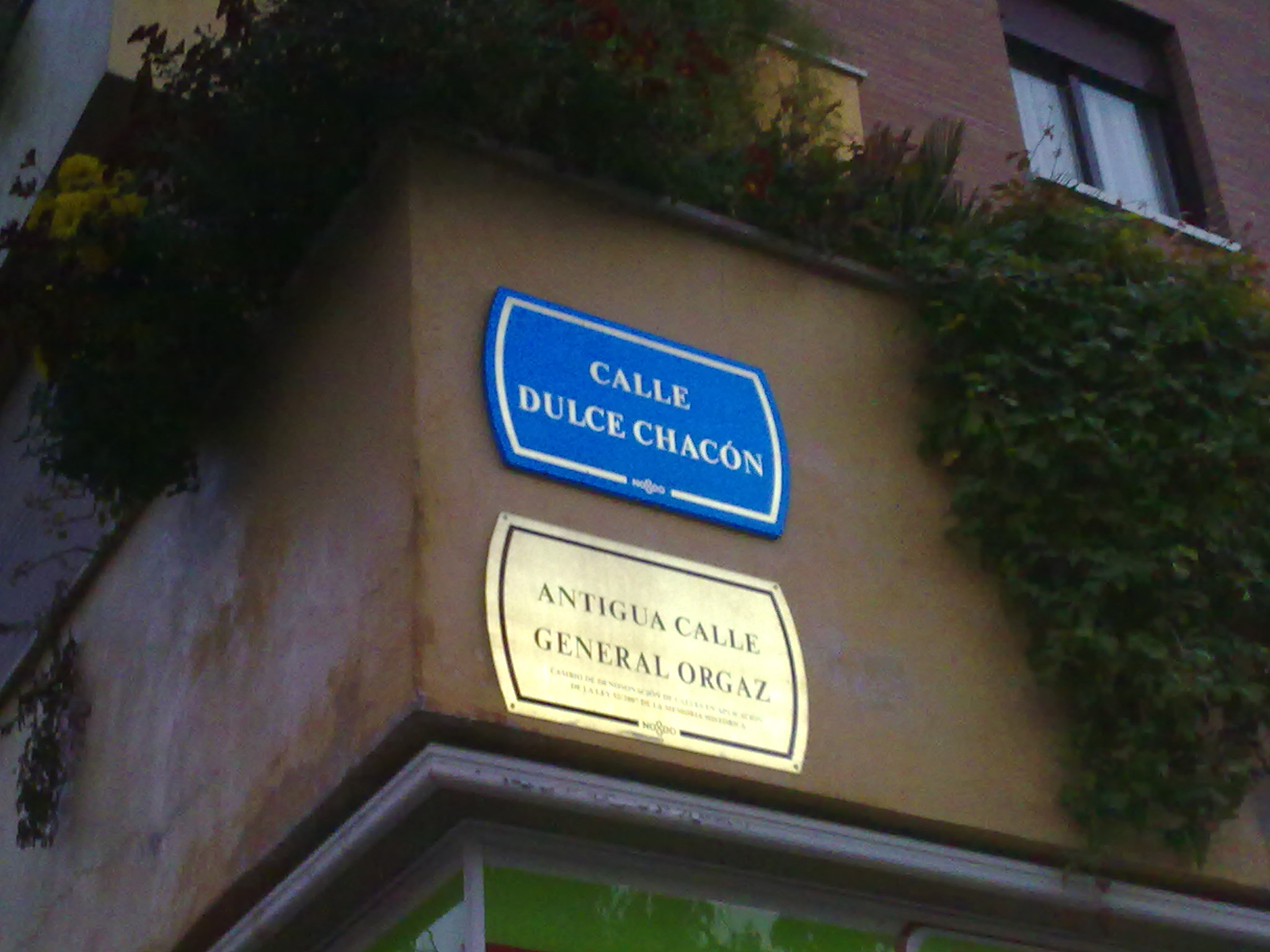
Cartel de una calle en Sevilla donde se muestra un cambio de nombre de calle, aclarando que el antiguo nombre se ha eliminado en aplicación de la Ley de Memoria Histórica.

- Mayo de 2013: El Defensor del Pueblo exigió al Ayuntamiento de Pelayos de la Presa cumplir la legislación y renombrar la plaza del Generalísimo, donde se sitúa el Consistorio. Sin embargo, el alcalde se negó a hacerlo.[44]

- Noviembre de 2013:

- Se presenta en la Asamblea de Madrid una proposición no de ley en la que insta al Gobierno regional a requerir a las administraciones competentes la retirada de la simbología franquista en callejero, monumentos, placas conmemorativas, denominaciones de centros y servicios públicos. Por esas fechas, en la Comunidad de Madrid persistían 165 símbolos y nombres de calles franquistas.

- El alcalde de Beade (Galicia) retira la abundante simbología del franquismo que presidía su despacho oficial en el Ayuntamiento.

- Se levanta un monumento en La Fatarella (Cataluña) en homenaje a la XV Brigada del ejército republicano.

- El municipio de Lugo (Galicia), cambia el nombre de las calles con homenajes al franquismo.

- Diciembre de 2013:

- La concejalía de Urbanismo del Ayuntamiento de Boadilla del Monte anunció que mantendría la avenida del Generalísimo y la calle de José Antonio, dejando a un lado el cumplimiento de la Ley de Memoria Histórica.

- El Ayuntamiento de Cazalla de la Sierra entierra a 109 víctimas del franquismo en un mausoleo.

- Enero de 2014:

- Construcción de un panteón o mausoleo para los restos de los fusilados durante la guerra civil y la represión franquista en Málaga (Andalucía), la fosa más grande de España.

- Se publica en el Boletín Oficial de las Cortes una proposición no de ley que pide la eliminación de la simbología del régimen franquista que pervive en los municipios de Ferrol (Galicia) y Cádiz (Andalucía), tanto en inmuebles públicos como en recintos del ejército, señalando especialmente un escudo preconstitucional que preside la entrada del antiguo edificio de Aduanas, en el barrio portuario de Ferrol Vello, siete viales y rotondas en homenaje a los militares golpistas en el callejero ferrolano y los restos de dos de ellos, los hermanos Salvador y Francisco Moreno Fernández, participantes en la sublevación y colaboradores de la dictadura (el primero fue posteriormente ministro de Marina de Franco y el segundo fue almirante de toda la flota y recibió también un título nobiliario), que reposan en el Panteón de Marinos Ilustres de San Fernando (Cádiz).

- El Ayuntamiento de Aspe (Comunidad Valenciana) retiró de la basílica de Nuestra Señora del Socorro el monumento franquista colocado después de la guerra civil y borró de la fachada del templo las alusiones a los fallecidos del bando sublevado durante la guerra.

- Desde la alcaldía del Ayuntamiento de Amoeiro (Galicia) se inició una campaña para colocar placas antifranquistas en las construcciones con simbología franquista de la dictadura presentes en el municipio.

- Febrero de 2014:

- El municipio de Mahón (Menorca, Baleares) anuncia la construcción de un monumento conmemorativo a setenta y cinco víctimas del Ejército Popular de la República durante la guerra civil española.

- El Consistorio de Bilbao (País Vasco) rechaza la petición de retirar del ayuntamiento los cuadros de la época franquista.

- El municipio de San Sebastián (País Vasco) anuncia la colocación frente al Palacio Goikoa de una nueva escultura en memoria de las víctimas del franquismo.

- El Ayuntamiento de Brunete (Madrid) aprobó proceder a la retirada de los elementos de simbología franquista (placas conmemorativas y un escudo preconstitucional) que se encuentran en la plaza Mayor del municipio y su entorno.

- Marzo de 2014: El Consejo de Gobierno de la Junta de Andalucía aprobó el anteproyecto de ley de la Memoria Democrática de Andalucía, poniendo un plazo de dieciocho meses desde su entrada en vigor para quitar escudos y placas que exalten el golpe de 1936 y el franquismo.[58]

- Julio de 2015: El Ayuntamiento de Logroño aprueba el cambio de nombre de diecisiete calles de la capital riojana en cumplimiento de la Ley de Memoria Histórica.

- Mayo de 2017: La junta de gobierno del ayuntamiento de Madrid aprueba un acuerdo por el que se cambia la denominación de cincuenta y dos calles, plazas y travesías de la ciudad de referencias franquistas, sustituyéndolas por las alternativas que se indican en cada caso contenidas en el informe emitido por el Comisionado de la Memoria Histórica.[59][60]

- Octubre de 2019:

- Una sentencia de lo Contencioso Administrativo de Salamanca (España) de 2017, en cumplimiento de la Ley de Memoria Histórica, obliga al Ayuntamiento a borrar el rostro de Francisco Franco de un mural pintado en una de las paredes del salón de plenos. El 9 de octubre de 2019 comenzaron los trabajos para retirar la imagen de dicho mural, siendo finalizados en pocas semanas.

- Los restos de Francisco Franco son trasladados desde el Valle de los Caídos al cementerio de Mingorrubio en El Pardo.

- Junio de 2020; la Junta de Andalucía, bajo la dirección de su gobierno (del Partido Popular), sólo ejecuta el 30% del presupuesto para la partida de Memoria Histórica.[64]